# (99948) 1952 SU1
(99948) 1952 SU1 es un asteroide perteneciente al cinturón de asteroides, descubierto el 23 de septiembre de 1952 por Leland E. Cunningham desde el Observatorio del Monte Wilson, Los Ángeles, Estados Unidos.

## Designación y nombre
Designado provisionalmente como 1952 SU1.

## Características orbitales
1952 SU1 está situado a una distancia media del Sol de 2,553 ua, pudiendo alejarse hasta 3,410 ua y acercarse hasta 1,697 ua. Su excentricidad es 0,335 y la inclinación orbital 11,33 grados. Emplea 1490,77 días en completar una órbita alrededor del Sol.

## Características físicas
La magnitud absoluta de 1952 SU1 es 15,6.